# Naturschutzgebiet Wästertal

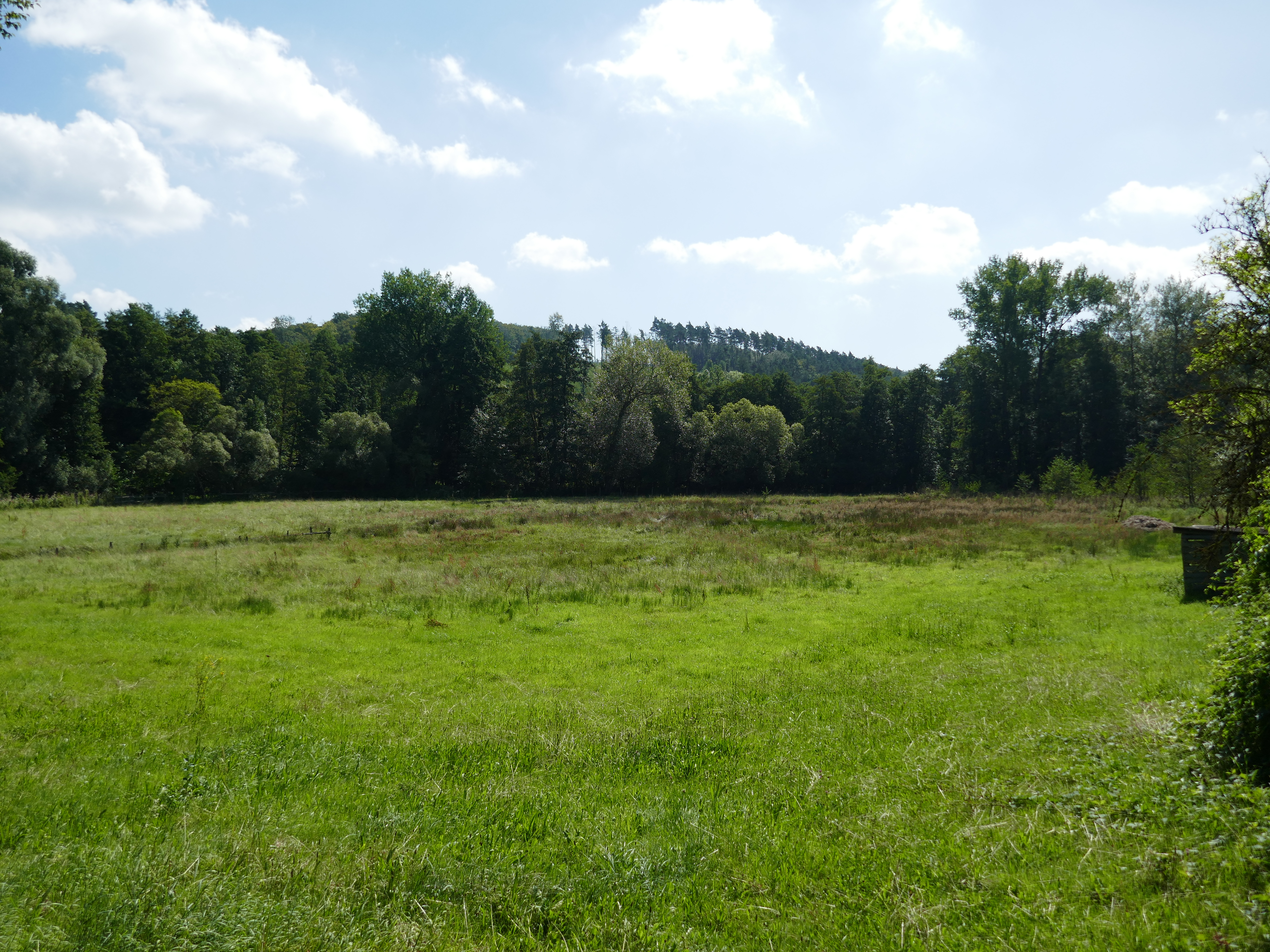
Naturschutzgebiet Wästertal

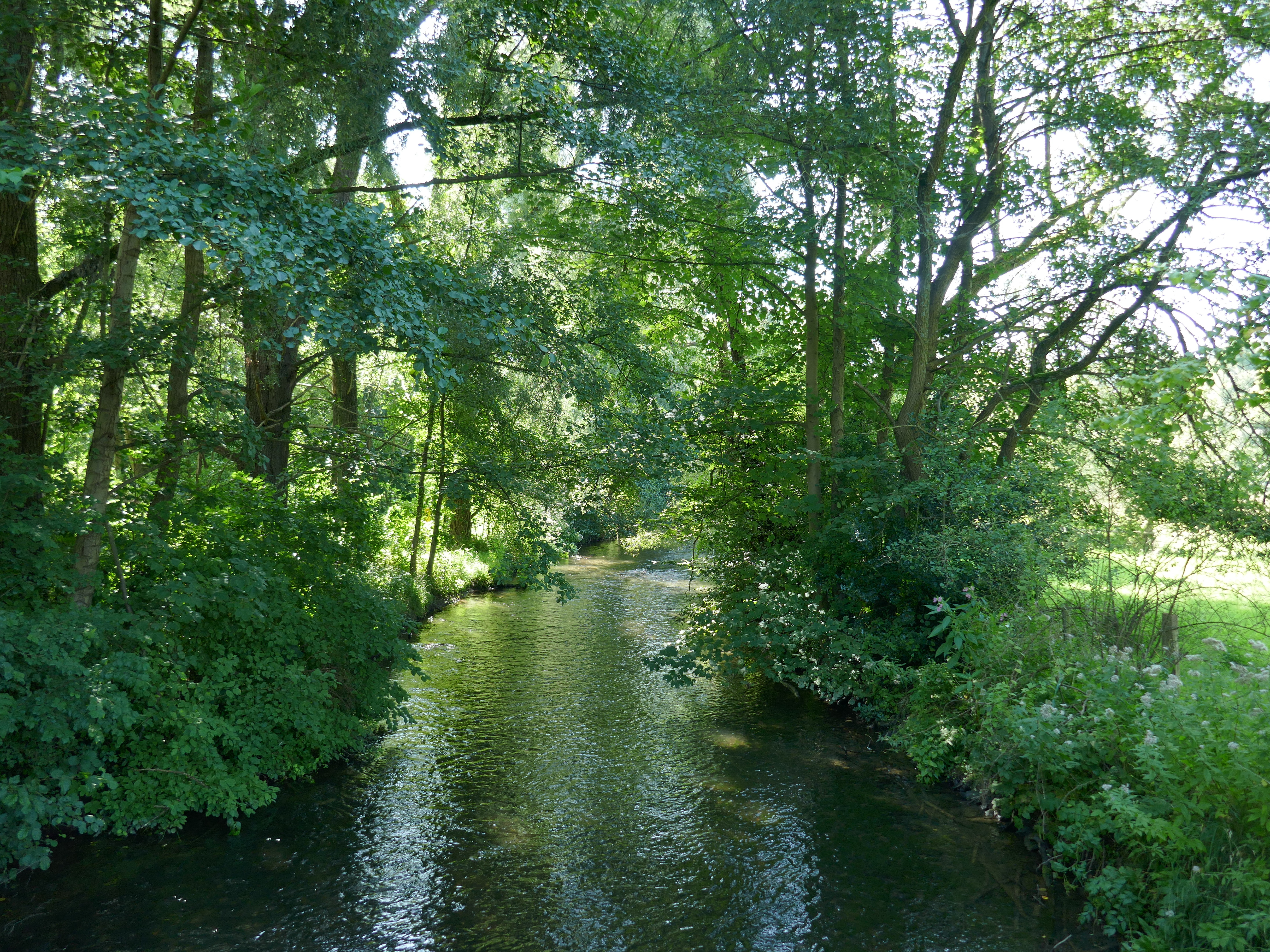
Die Wäster im Naturschutzgebiet

Das Naturschutzgebiet Wästertal ist ein 40,5 ha großes Naturschutzgebiet (NSG) südlich von Belecke im Stadtgebiet von Warstein im Kreis Soest in Nordrhein-Westfalen. Das Gebiet wurde 1997 von der Bezirksregierung Arnsberg per Verordnung als NSG ausgewiesen. An der Westseite des NSG verlaufen die Bundesstraße 55 und eine Bahnstrecke bzw. es grenzt ein Industriegebiet direkt an. Im Norden grenzt Grünland und im Süden ein Sportplatz an. Im Osten liegt der Belecker Stadtwald mit überwiegend Fichtenwald.

## Gebietsbeschreibung
Bei dem NSG handelt es sich um das naturnahe Mittelgebirgsflusstal der Wäster mit Grünland. Im NSG befindet sich auch nasses und mageres Grünland. Einige Heckenstrukturen befinden sich im Schutzgebiet. Die Wäster verläuft an der Westseite des Tals und wird von jungem Auenwald begleitet. Im nördlichen NSG-Teil zweigt ein Mühlengraben ab, der sich kurz vor der Mündung in die Möhne wieder in die Wäster fließt. Im Norden kreuzt eine Brücke das NSG. Wertbestimmend ist das offene Bachtal mit seinem angrenzenden Grünland sowie den Auenwaldbereichen innerhalb eines dicht besiedelten Tales. Es kommt im NSG seltene und zum Teil gefährdete Fauna vor.

## Grund der Ausweisung
Das NSG wurde laut NSG-Verordnung insbesondere "zur Erhaltung von Lebensgemeinschaften oder Lebensstätten bestimmter wildlebender Tier- und Pflanzenarten, insbesondere zum Erhalt von seltenen, zum Teil gefährdeten Pflanzengesellschaften des nassen und mageren Grünlandes sowie zum Erhalt eines naturnahen kleinen Mittelgebirgsflusses mit seltener und zum Teil gefährdeter Fauna" ausgewiesen.